# The Revenge of Shinobi
The Revenge of Shinobi, conocido en Japón como The Super Shinobi (ザ・スーパー忍 Za Sūpā Shinobu?) es un videojuego de acción y plataformas desarrollado y publicado por SEGA para Mega Drive. Fue lanzado en Japón en diciembre de 1989, y en Europa en febrero de 1990. Es el segundo título de la saga Shinobi.
En 2009, el videojuego fue reeditado por SEGA y distribuido en formato digital por Nintendo a través de la Consola Virtual de la Wii.

En 2012, fue distribuido a través de los servicios de descarga Xbox Live Arcade de Xbox360 y PlayStation Network de PlayStation 3.

## Introducción
De los restos de la organización criminal Zeed, que Joe Musashi destruyó hace tres años, nace una organización aún más maligna llamada Neo Zeed. Ahora deciden vengarse de él asesinando a su maestro y secuestrando a Naoko, su prometida.
Para devolver la paz al mundo y rescatar a Naoko de las garras de la maldad, Joe se lanza a la batalla en busca del cuartel general de Neo Zeed.

## Objetos
A lo largo del juego, el jugador encuentra cajas de madera que contienen diferentes objetos:
- Shuriken: Añade 5 shurikens.[nota 1]
- Shurikens: Añade 20 shurikens.
- Power: Refuerza los shurikens, haciendo que causen el triple de daño. También modifica el ataque de melé de Joe; en lugar de cortar con un shuriken o dar una patada, usa su katana, que tiene mayor alcance. También mantiene la guardia arriba mientras camina, pudiendo bloquear shurikens enemigos. Este aumento de poder desaparece si se pierde una vida o si Musashi recibe daños.
- Corazón: Restaura dos puntos de vida. En nivel Hardest, restaura cuatro puntos de vida.
- Corazón grande: Restaura toda la vida.
- Ninjutsu: Añade un ninjutsu más, de forma que se pueden utilizar dos en el mismo nivel, siempre y cuando no se pierda una vida.
- Musashi: Añade una vida extra.
- Bomba trampa: Una bomba que explota a los pocos segundos de descubrirse o si Musashi se acerca demasiado.

Ninjutsu

Joe Musashi cuenta con el poder del ninjutsu, habilidades mágicas que le ayudan en su misión.

- Izakuchi, the Art of Thunder - Crea una barrera eléctrica que protege a Joe de los ataques. Tras sufrir suficiente daño, la barrera desaparece.
- Kariu, the Art of the Fire Dragon - Invoca varias columnas de fuego que se extienden por la pantalla durante unos segundos, dañando a todos los enemigos o al jefe.
- Fushin, the Art of Floating - Otorga a Joe la capacidad de saltar mucho más alto y lejos. Dura hasta el final del nivel (excepto si se pierde una vida).
- Mijin, the Art of Pulverizing - Joe se autodestruye, y la explosión daña a todos los enemigos (o al jefe). Es un último recurso, y supone la pérdida de una vida. Tras la explosión Joe se recompone automáticamente, a no ser que no le queden vidas extra.

## Zonas
El juego se divide en 8 distritos, cada uno de los cuales tiene dos niveles y un jefe. Cada vez que se derrota a un jefe aparece la pantalla de puntuaciones, y acto seguido un mapa que muestra la secuencia de distritos que el jugador ha completado, antes de pasar al siguiente.

- Provincia de Ibaraki, Japón

- Primer nivel: Un bosque de bambú vigilado por ninjas, samuráis y perros de caza.
- Segundo nivel: La "casa de la confusión" es un edificio lleno de trampas y enemigos, además de una galería subterránea.
- Jefe - The Blue Lobster: Un enorme samurái con armadura. Ataca con su katana de forma mecánica. Su punto débil es la cabeza, para alcanzarla hay que saltar y disparar shurikens.

- Tokio

- Primer nivel: Una serie de acantilados y cascadas con multitud de ninjas, algunos de ellos voladores.
- Segundo nivel: Un sombrío barrio de Tokio habitado por karatekas y asesinas que van disfrazadas de monja.
- Jefe - Shadow Dancer: En la discoteca se encuentra este extraño ninja que se difumina entre la luz y la sombra. Hay que esquivar sus shurikens y atacarle continuamente hasta destruirlo.

- La Base Militar: Este complejo militar de Neo Zeed está fuertemente armado y defendido por un montón de soldados. Joe Musashi se deberá enfrentar a astutas infanterías, poderosos lanzallamas (con un skin muy similar a Rambo, en el caso de la primera versión del juego) y perros guardianes. El segundo nivel lleva a Musashi a un avión militar de cargamentos, lleno de soldados y puertas que se abren. Si Musashi toca alguna de las puertas cuando éstas estén abiertas, se caerá del avión y morirá. El avión está controlado por un superordenador que alberga un cerebro humano, y dicha máquina es el jefe del distrito.

- Jefe: Una especie de superordenador con dos máquinas guardianas que disparan láser, y una máquina central que guarda un cerebro humano en una urna para usar su energía. Cuando la cápsula se abre, debes disparar al cerebro varias veces para así destruir toda la máquina.

- Detroit: Detroit es una ciudad estadounidense. El primer nivel de este distrito es un enorme desguace (junkyard en inglés) de esta ciudad, en el que Joe debe ir saltando los distintos coches y enfrentándose a soldados enemigos, hasta llegar al final. El segundo nivel es una fábrica/fundición de metales. Al final Joe Musashi se enfrenta con el jefe del distrito, Terminator.

- Jefe: El jefe es ni más ni menos que Terminator, lo que supone una clara violación de los derechos de autor (sin embargo, este es el único enemigo que no es reemplazado o licenciado). Terminator consta de dos ataques: Le lanza a Joe coches y bloques de metal, además de correr hacia Joe muy rápidamente para embestirle. El objetivo es dispararle en la cabeza repetidamente, hasta que su cuerpo haya adquirido un color muy verdoso y se muestre su parte robótica, que avanzará hacia Joe y se destruirá a los pocos segundos.

- Área 'código 818': Este distrito consta de un rascacielos y una autopista. En el primer nivel, Joe debe ascender repetidamente por lo que parecen unas oficinas dentro de un rascacielos, lleno de soldados, ninjas, y máquinas móviles que disparan láser. Puedes subirte a las máquinas de las paredes para ascender un poco en el nivel, hasta llegar a lo más alto del rascacielos. El segundo nivel es simplemente una autopista, con coches que te atropellan si te quedas en la carretera, soldados, y luchadoras disfrazadas de monjas. El jefe de este distrito también se encuentra en la misma autopista.

- Jefe: Se trata o bien de un vehículo militar blindado, o de un transporte nuclear que lleva consigo un gigantesco misil. Joe Musashi se encuentra en el exterior del vehículo, encima de él, donde hay tres esferas rojas (dos de ellas en plataformas) que salen del suelo, a las cuales debe disparar para destruirlas. El vehículo tiene dos defensas principales, pero también menores: un pequeño cañón que dispara a Joe junto a las dos primeras esferas rojas, y un cable que recorre todo el vehículo y expulsa chispas eléctricas que Joe debe esquivar saltando para que no le toquen. La tercera esfera roja está en la parte delantera del vehículo, y es la más difícil de destruir, porque salen continuamente chispas del cable del pararrayos.

- Barrio Chino: Este distrito comienza en una ciudad china ("Chinatown" es el nombre original), donde hay nuevos enemigos: karatekas, bailarinas con cuchillas, y hombres con látigos. En el segundo nivel, Joe Musashi se encuentra en lo alto de un tren de pasajeros, el cual al principio está metido en un oscuro túnel donde unas vigas con forma de letras "T" rojas vienen a toda velocidad y deben ser esquivadas. Cuando el tren sale del túnel, Joe se debe enfrentar a ninjas y soldados con lanzallamas, hasta llegar al final del tren, donde se acaba el nivel. El jefe es algo inesperado, que infringe claramente derechos de autor de Marvel.

- Jefe: Es Spider-Man, un conocido héroe de Marvel. Sus únicos ataques son lanzar tres redes (las cuales Joe debe esquivar o se verá atrapado en ellas), y descender por un hilo para dañar a Joe. Una vez derrotado, se transforma en Batman/Devilman o se va y viene Devilman (todo ello dependiendo de la versión del juego). Devilman ataca a Joe lanzándose contra él velozmente, o soltando murciélagos. Cuando es derrotado, se transforma en un murciélago rojizo que huye del escenario.

- Nueva York: El nivel empieza en una bahía/puerto de Nueva York, llena de ninjas y soldados con lanzallamas. Joe debe ir saltando por plataformas y boyas hasta llegar al final. Acto seguido, Joe Musashi se encuentra en el enorme embarcadero de Neo Zeed, infestado de soldados, en el cual finalmente Joe se tiene que enfrentar a Godzilla.

- Jefe: Godzilla. Un enorme dinosaurio de color grisáceo que camina lentamente hacia Joe para lanzarle fuego o golpearle con la cola. A partir de la versión 1.03 del juego, Godzilla es reemplazado por un enorme esqueleto de dinosaurio cuyos ataques son idénticos a Godzilla, excepto que el fuego se vuelve de color azul para acentuar el cambio.

- Fortaleza marina de Neo Zeed: El distrito final: La base de Neo Zeed. El primer nivel comienza en lo que viene siendo una especie de puerto militar, propiedad de la organización de Neo Zeed. Junto con la lluvia y los faros de fondo, un montón de soldados y otros viejos enemigos (además de cañones de fuego) acechan la zona contra Joe Musashi. Al llegar al final, Joe entra en la misma fortaleza de Neo Zeed, su gran base, la cual es un enorme laberinto. Este gigantesco laberinto está poblado y defendido por innumerables tipos de enemigos, todos los que aparecen a lo largo del juego. Finalmente, y después de pasar el terrible laberinto, Joe entra en la sala del jefe final: Neo Zeed.

- Jefe: El mismísimo Neo Zeed, líder de la organización, aguarda a Joe en una tradicional sala, para enfrentarse a él. Naoko, la prometida de Musashi, está encerrada en la celda de la habitación, y un sólido muro desciende lentamente hacia ella para aplastarla. Joe debe derrotar a Neo Zeed antes de que el muro aplaste a Naoko. Neo Zeed usa ataques particulares, todos ellos lanzando su propia melena blanca contra Joe.

## Versiones
Debido al gran parecido con personajes famosos de cómics y películas de algunos de los enemigos que aparecieron en la primera versión del videojuego, se publicaron hasta cuatro versiones posteriores en las que se fueron modificando los gráficos de dichos enemigos, y en el caso de Spiderman su licencia.
- Versión 1.00 (1989): Algunos jefes se asemejan claramente a Terminator, Spider-Man, Batman y Godzilla. En el caso de Spiderman y Batman, son versiones metamórficas, pues al ser derrotado, el primero se transforma en el segundo. Un tipo de soldado enemigo con lanzallamas tiene un gran parecido con Rambo.

- Versión 1.01 (1989): Batman es reemplazado por el personaje de manga/anime Devilman. Terminator, Spiderman y Godzilla siguen intactos, transformándose esta vez Spiderman en Devilman. Los soldados enemigos (idénticos a Rambo) también son reemplazados por hombres de aspecto genérico.

- Versión 1.02 (1990): Spiderman es rediseñado como el personaje licenciado de Marvel, y el copyright es indicado en los créditos del juego. Ahora huye en lugar de transformarse cuando es derrotado, y entonces aparece Devilman como otro ser diferente. Terminator y Godzilla siguen intactos.

- Versión 1.03 (1990): Godzilla es reemplazado por un gran esqueleto de Brontosaurus, y sus llamas ahora son azules. Todo lo demás sigue intacto respecto a la versión anterior, incluyendo la licencia de Spiderman. Esta versión del juego fue utilizada en los "6-Pak cartridge" (pack de 6 juegos en un solo cartucho) que SEGA comercializó.

- Versión 1.04 (2009): Dado que la licencia para usar a Spiderman en las versiones anteriores era de tiempo limitado, los desarrolladores elaboraron una nueva versión del juego para la Consola Virtual de la Wii, así como Xbox Live Arcade y PlayStation Network. El juego mantiene sus elementos originales, excepto que retira el copyright de Marvel y Spiderman es rediseñado con una skin diferente de color rosado, para así diferenciarlo del original. Además se retoca la imagen de Joe Musashi en la introducción, ya que tenía cierto parecido con Sonny Chiba.